# Tim Kleindienst
Tim Kleindienst (ur. 31 sierpnia 1995 w Jüterbog) – niemiecki piłkarz grający na pozycji napastnika w Borussii Mönchengladbach.

## Życiorys
Jest wychowankiem Energie Cottbus. W czasach juniorskich trenował także w FC Viktoria Jüterbog. W 2013 roku dołączył do seniorskiego zespołu Energie. W 2. Bundeslidze zagrał po raz pierwszy 14 grudnia 2013 w przegranym 1:3 meczu z Fortuną Düsseldorf. 1 lipca 2015 odszedł za 250 tysięcy euro do pierwszoligowego SC Freiburg. W Bundeslidze zadebiutował 20 sierpnia 2017 w zremisowanym 0:0 spotkaniu z Eintrachtem Frankfurt. Grał w nim do 58. minuty, po czym został zmieniony przez Nilsa Petersena. Od 1 lipca 2016 do 30 czerwca 2017 przebywał na wypożyczeniu w drugoligowym 1. FC Heidenheim. 2 września 2019 został piłkarzem Heidenheim. W 2024 przeszedł do Borussii Mönchengladbach.

## Sukcesy

### Klubowe
Energie Cottbus
- Zdobywca Pucharu Brandenburgii: 2014/2015

SC Freiburg
- Zwycięzca 2. Fußball-Bundesligi: 2015/2016

1. FC Heidenheim
- Zwycięzca 2. Fußball-Bundesligi: 2022/2023